# Эскивель Аргедас, Марио
Ма́рио А. Эскиве́ль Арге́дас (исп. Mario A. Esquivel Arguedas; 30 июля 1916, Сан-Хосе, Коста-Рика — 6 декабря 1980, Майами, штат Флорида, США) — коста-риканский государственный деятель, министр иностранных дел Коста-Рики (1953—1956).

## Биография
Родился в семье бывшего президента (1876) и министра иностранных дел (1868—1869) Коста-Рики Анисето Эскивель Саенса.
Окончил факультет делового администрирования Института Александра Гамильтона.
- 1948—1949 гг. — посол Коста-Рики в США и представитель в ОАГ,
- 1950—1953 гг. — специальный финансовый представитель Коста-Рики в Соединённых Штатах Америки, посол по особым поручениям в ряде стран Латинской Америки,
- 1953—1956 гг. (с небольшими перерывами) — министр иностранных дел Коста-Рики,
- 1958 г. — кандидат на пост первого вице-президента страны и советник Министерства иностранных дел и культа.

Зате активно занялся бизнесом. В частности, возглавлял крупную кампанию по производству минеральных удобрений FERTICA.
Являлся членом Боливарианского общества, Академии политических наук при Колумбийском университете и ряда других научных ассоциаций.